# Минає день
«Минає день» (також популярна під назвою «Минає день, минає ніч»)  — пісня Миколи Мозгового на вірші Юрія Рибчинського. Вперше була виконана Софією Ротару у 1984 році.

## Історія написання
За спогадами Миколи Мозгового, в період з 1973 до 1977 року він працював в Київському мюзик-холі при Укрконцерті, і вони з Юрієм Рибчинським читали вірші одне одного . Одного разу Рибчинський дав йому почитати вірш "Минає день, минає ніч" о другій ночі, і Мозговий, будучи в стані алкогольного сп'яніння, пообіцяв йому на ранок привезти мелодію на вулицю Вишгородську, де в той час мешкав Рибчинський. Вранці Мозговий виконав свою обіцянку і вони записали пісню, але її не виконували декілька років. Тільки у 1984 році, коли Софія Ротару готувалася до турне до Канади і потребувала нових пісень, її старий друг Мозговий поділився цією піснею.

## Відомі виконавці
Одним з найбільш популярних виконавців пісні став автор її музики, Микола Мозговий. У різний час цю пісню виконували Ані Лорак, Іво Бобул, Потап з Тетяною Решетняк, Надія Шестак, Олександр Пономарьов, Віктор Павлик, гурт Мертвий півень (альбом Радіо Афродита), Олег Винник.